# Горшеченський район
Горшеченський район (рос. Горшеченский район) — адміністративно-територіальна одиниця та муніципальне утворення на сході Курської області Росії.
Адміністративний центр — селище Горшечне.